# Liste der Botschafter der Vereinigten Staaten in der Schweiz
Die Liste der Botschafter der Vereinigten Staaten in der Schweiz enthält sämtliche Leiter der US-amerikanischen Vertretung in Bern seit der Aufnahme diplomatischer Beziehungen im Jahre 1853 bis heute. Seit 1997 ist der US-Botschafter in der Schweiz auch in Liechtenstein akkreditiert.
Das Dienstgebäude der Botschaft befindet sich in der Sulgeneckstrasse 19 in Bern.
| Titel                                                     | Name (Lebensdaten)                         | US-Bundesstaat       | Ernennung     | Akkreditierung | Ende der Mission | Bemerkungen |
| --------------------------------------------------------- | ------------------------------------------ | -------------------- | ------------- | -------------- | ---------------- | --- |
| Ministerresident                                          | Theodore Sedgwick Fay (1807–1898)          | Massachusetts        | 16. März 1853 | 29. Juni 1853  | 1. Juli 1861     | wurde abberufen |
| Ministerresident                                          | George Gilman Fogg (1813–1881)             | New Hampshire        | 28. März 1861 | 1. Juli 1861   | 16. Okt. 1865    | wurde abberufen |
| Ministerresident                                          | George Harrington (1815–1892)              | Georgia              | 7. Juli 1865  | 16. Okt. 1865  | 20. Juli 1869    | wurde abberufen |
| Ministerresident                                          | Horace Rublee (1829–1896)                  | Wisconsin            | 20. Apr. 1869 | 20. Juli 1869  | 7. Sep. 1876     | wurde abberufen |
| Chargé d’affaires                                         | Horace Rublee (1829–1896)                  | Wisconsin            | 15. Aug. 1876 | 7. Sep. 1876   | 1. Okt. 1876     | aus dem Dienst ausgeschieden                                                                                              |
| Chargé d’affaires                                         | Nicholas Fish (1846–1902)                  | New York             | 20. Juni 1877 | 7. Aug. 1877   | 24. Aug. 1881    | wurde abberufen |
| Chargé d’affaires                                         | Michael John Cramer (1835–1898)            | Kentucky             | 11. Mai 1881  | 25. Aug. 1881  |                  | zum Ministerresident/Generalkonsul befördert                                                                              |
| Ministerresident Generalkonsul                            | Michael John Cramer (1835–1898)            | Kentucky             | 13. Juli 1882 | 14. Aug. 1882  | 9. Juli 1885     | wurde abberufen |
| Ministerresident Generalkonsul                            | Boyd Winchester (1836–1923)                | Kentucky             | 7. Mai 1885   | 9. Juli 1885   | 24. Mai 1889     | wurde abberufen |
| Ministerresident Generalkonsul                            | John Davis Washburn (1833–1903)            | Massachusetts        | 12. März 1889 | 24. Mai 1889   |                  | zum außerordentlichen Gesandten und bevollmächtigten Minister befördert                                                   |
| Außerordentlicher Gesandter und bevollmächtigter Minister | John Davis Washburn (1833–1903)            | Massachusetts        | 30. Juli 1890 | 13. Dez. 1890  | 10. Aug. 1892    | aus dem Dienst ausgeschieden                                                                                              |
| Außerordentlicher Gesandter und bevollmächtigter Minister | Person Colby Cheney (1828–1901)            | New Hampshire        | 13. Dez. 1892 | 26. Jan. 1893  | 29. Jan. 1893    | wurde abberufen |
| Außerordentlicher Gesandter und bevollmächtigter Minister | James Overton Broadhead (1819–1898)        | Missouri             | 7. Apr. 1893  | 5. Juli 1893   | 1. Nov. 1895     | |
| Außerordentlicher Gesandter und bevollmächtigter Minister | John Lee Peak (1839–1911)                  | Missouri             | 18. Nov. 1895 | 15. Feb. 1896  | 9. Aug. 1897     | wurde abberufen |
| Außerordentlicher Gesandter und bevollmächtigter Minister | John George Alexander Leishman (1857–1924) | Pennsylvania         | 9. Juni 1897  | 9. Aug. 1897   | 20. Feb. 1901    | wurde abberufen |
| Außerordentlicher Gesandter und bevollmächtigter Minister | Arthur Sherburne Hardy (1847–1930)         | New Hampshire        | 20. Dez. 1900 | 3. Apr. 1901   | 29. Jan. 1903    | wurde abberufen |
| Außerordentlicher Gesandter und bevollmächtigter Minister | David Jayne Hill (1850–1932)               | New York             | 7. Jan. 1903  | 24. Feb. 1903  | 1. Juli 1905     | wurde abberufen |
| Außerordentlicher Gesandter und bevollmächtigter Minister | Brutus Junius Clay (1847–1932)             | Kentucky             | 8. März 1905  | 1. Juli 1905   | 1. März 1910     | wurde abgelöst |
| Außerordentlicher Gesandter und bevollmächtigter Minister | Laurits Selmer Swenson (1865–1947)         | Minnesota            | 21. Dez. 1909 | 1. März 1910   | 15. Mai 1911     | wurde abberufen |
| Außerordentlicher Gesandter und bevollmächtigter Minister | Henry Sherman Boutell (1856–1926)          | Illinois             | 24. Apr. 1911 | 23. Mai 1911   | 31. Juli 1913    | wurde abberufen |
| Außerordentlicher Gesandter und bevollmächtigter Minister | Pleasant Alexander Stovall (1857–1935)     | Georgia              | 21. Juni 1913 | 23. Aug. 1913  | 14. Dez. 1919    | aus dem Dienst ausgeschieden                                                                                              |
| Außerordentlicher Gesandter und bevollmächtigter Minister | Hampson Gary (1873–1952)                   | Texas                | 7. Apr. 1920  | 3. Juni 1920   | 4. März 1921     | aus dem Dienst ausgeschieden                                                                                              |
| Außerordentlicher Gesandter und bevollmächtigter Minister | Joseph Clark Grew (1880–1965)              | Massachusetts        | 24. Sep. 1921 | 1. Nov. 1921   | 22. März 1924    | aus dem Dienst ausgeschieden                                                                                              |
| Außerordentlicher Gesandter und bevollmächtigter Minister | Hugh Simons Gibson (1883–1954)             | Kalifornien          | 18. März 1924 | 19. Mai 1924   | 29. Apr. 1927    | wurde abberufen |
| Außerordentlicher Gesandter und bevollmächtigter Minister | Hugh Robert Wilson (1885–1946)             | Illinois             | 26. Feb. 1927 | 11. Juni 1927  | 8. Juli 1937     | aus dem Dienst ausgeschieden                                                                                              |
| Außerordentlicher Gesandter und bevollmächtigter Minister | Leland B. Harrison (1883–1951)             | Illinois             | 13. Juli 1937 | 10. Sep. 1937  | 14. Okt. 1947    | aus dem Dienst ausgeschieden                                                                                              |
| Außerordentlicher Gesandter und bevollmächtigter Minister | John Carter Vincent (1900–1972)            | Georgia              | 24. Juli 1947 | 21. Okt. 1947  | 9. Juni 1951     | aus dem Dienst ausgeschieden                                                                                              |
| Außerordentlicher Gesandter und bevollmächtigter Minister | Richard Cunningham Patterson (1896–1966)   | New York             | 22. März 1951 | 27. Juni 1951  | 14. Apr. 1953    | aus dem Dienst ausgeschieden                                                                                              |
| Außerordentlicher und bevollmächtigter Botschafter        | Frances Elizabeth Willis (1899–1983)       | Kalifornien          | 20. Juli 1953 | 9. Okt. 1953   | 5. Mai 1957      | aus dem Dienst ausgeschieden                                                                                              |
| Außerordentlicher und bevollmächtigter Botschafter        | Henry Junior Taylor (1902–1984)            | Virginia             | 9. Mai 1957   | 31. Mai 1957   | 28. Feb. 1961    | aus dem Dienst ausgeschieden                                                                                              |
| Außerordentlicher und bevollmächtigter Botschafter        | Robert Moody McKinney (1910–)              | New Mexico           | 22. Juni 1961 | 25. Juli 1961  | 8. Sep. 1963     | aus dem Dienst ausgeschieden                                                                                              |
| Außerordentlicher und bevollmächtigter Botschafter        | William True Davis (1919–2003)             | Maryland             | 2. Okt. 1963  | 29. Nov. 1963  | 3. Sep. 1965     | aus dem Dienst ausgeschieden                                                                                              |
| Außerordentlicher und bevollmächtigter Botschafter        | John Susskind Hayes (1910–1981)            | Maryland             | 19. Sep. 1966 | 18. Nov. 1966  | 20. Mai 1969     | aus dem Dienst ausgeschieden                                                                                              |
| Außerordentlicher und bevollmächtigter Botschafter        | Shelby Cullom Davis (1909–1994)            | New York             | 13. Mai 1969  | 17. Juli 1969  | 10. Apr. 1975    | aus dem Dienst ausgeschieden                                                                                              |
| Außerordentlicher und bevollmächtigter Botschafter        | Peter Hoyt Dominick (1915–1981)            | Colorado             | 20. Feb. 1975 | 25. Apr. 1975  | 10. Juli 1975    | aus dem Dienst ausgeschieden                                                                                              |
| Außerordentlicher und bevollmächtigter Botschafter        | Nathaniel Davis (1925–2011)                | New Jersey           | 20. Nov. 1975 | 9. Jan. 1976   | 31. Juli 1977    | aus dem Dienst ausgeschieden                                                                                              |
| Außerordentlicher und bevollmächtigter Botschafter        | Marvin Leon Warner (1919–)                 | Ohio                 | 11. Juli 1977 | 13. Sep. 1977  | 10. Juli 1979    | aus dem Dienst ausgeschieden                                                                                              |
| Außerordentlicher und bevollmächtigter Botschafter        | Richard David Vine (1925–)                 | Kalifornien          | 20. Sep. 1979 | 19. Okt. 1979  | 1. Sep. 1981     | aus dem Dienst ausgeschieden                                                                                              |
| Außerordentlicher und bevollmächtigter Botschafter        | Faith Ryan Whittlesey (1939–2018)          | Pennsylvania         | 28. Sep. 1981 | 23. Okt. 1981  | 28. Feb. 1983    | aus dem Dienst ausgeschieden                                                                                              |
| Außerordentlicher und bevollmächtigter Botschafter        | John Davis Lodge (1903–1985)               | Connecticut          | 18. März 1983 | 19. Mai 1983   | 30. Apr. 1985    | aus dem Dienst ausgeschieden                                                                                              |
| Außerordentlicher und bevollmächtigter Botschafter        | Faith Ryan Whittlesey (1939–2018)          | Pennsylvania         | 4. Apr. 1985  | 31. Mai 1985   | 14. Juni 1988    | aus dem Dienst ausgeschieden                                                                                              |
| Außerordentlicher und bevollmächtigter Botschafter        | Philip D. Winn (1925–)                     | Colorado             | 11. Juli 1988 | 19. Aug. 1988  | 5. Aug. 1989     | aus dem Dienst ausgeschieden                                                                                              |
| Außerordentlicher und bevollmächtigter Botschafter        | Joseph Bernard Gildenhorn (1929–)          | District of Columbia | 3. Aug. 1989  | 23. Aug. 1989  | 1. März 1993     | aus dem Dienst ausgeschieden                                                                                              |
| Außerordentlicher und bevollmächtigter Botschafter        | Maurice Larry Lawrence (1926–1996)         | Kalifornien          | 9. Feb. 1994  | 21. März 1994  | 9. Jan. 1996     | im Dienst verstorben |
| Außerordentlicher und bevollmächtigter Botschafter        | Madeleine May Kunin (1933–)                | Vermont              | 8. Aug. 1996  | 19. Aug. 1996  | 16. Aug. 1999    | aus dem Dienst ausgeschieden; auch Botschafterin in Liechtenstein (Ernennung 10. Feb. 1999, Akkreditierung 14. März 1997) |
| Außerordentlicher und bevollmächtigter Botschafter        | J. Richard Fredericks                      | Kalifornien          | 29. Okt. 1999 | 12. Jan. 2000  | 6. Juli 2001     | aus dem Dienst ausgeschieden; gleichzeitig Botschafter in Liechtenstein                                                   |
| Außerordentlicher und bevollmächtigter Botschafter        | Mercer Reynolds (1945–)                    | Ohio                 | 3. Aug. 2001  | 11. Sep. 2001  | 29. März 2003    | aus dem Dienst ausgeschieden; gleichzeitig Botschafter in Liechtenstein                                                   |
| Außerordentlicher und bevollmächtigter Botschafter        | Pamela Pitzer Willeford (1950–)            | Texas                | 7. Okt. 2003  | 25. Nov. 2003  | 6. Mai 2006      | aus dem Dienst ausgeschieden; gleichzeitig Botschafter in Liechtenstein                                                   |
| Außerordentlicher und bevollmächtigter Botschafter        | Peter R. Coneway (1944–)                   | Texas                | 7. Sep. 2006  | 19. Okt. 2006  | 7. Dez. 2008     | aus dem Dienst ausgeschieden; gleichzeitig Botschafter in Liechtenstein                                                   |
| Außerordentlicher und bevollmächtigter Botschafter        | Donald Sternhoff Beyer (1950–)             | Virginia             | 28. Juli 2009 | 8. Sep. 2009   | 29. Mai 2013     | aus dem Dienst ausgeschieden; gleichzeitig Botschafter in Liechtenstein                                                   |
| Außerordentlicher und bevollmächtigter Botschafter        | Suzan G. LeVine                            | Washington           | 30. Jan. 2014 | 2. Juni 2014   | 20. Jan. 2017    | aus dem Dienst ausgeschieden; gleichzeitig Botschafterin in Liechtenstein                                                 |
| Außerordentlicher und bevollmächtigter Botschafter        | Edward McMullen                            | South Carolina       | 2. Nov. 2017  | 21. Nov. 2017  | 17. Jan. 2021    | aus dem Dienst ausgeschieden; gleichzeitig Botschafter in Liechtenstein                                                   |
| Außerordentlicher und bevollmächtigter Botschafter        | Scott C. Miller                            | Colorado             | 18. Dez. 2021 | 11. Jan. 2022  |                  | gleichzeitig Botschafter in Liechtenstein                                                                                 |